# Wierzbie (Silezië)
Wierzbie is een dorp in de Poolse woiwodschap Silezië. De plaats maakt deel uit van de gemeente Koszęcin en telt ca. 400 inwoners.